# Ariadna pulchripes
Ariadna pulchripes là một loài nhện trong họ Segestriidae.
Loài này thuộc chi Ariadna. Ariadna pulchripes được William Frederick Purcell miêu tả năm 1908.